# Det går från örtagården
Det går från örtagården är en psalmtext av Carl Gotthard Liander (1847-1916). Psalmen har fem 6-radiga verser. Melodin är komponerad av författaren själv. 

## Publicerad i
- Sionstoner 1889
- Hemlandssånger 1891 som nr 77 under rubriken "Högtiderna. Fastlagstiden".
- Samlingstoner 1919, nr 95 under rubriken "Frälsningssånger".
- Sionstoner 1935 nr 180 under rubriken "Passionstiden".
- Guds lov 1935 nr 63 under rubriken "Passionstiden".
- Sånger och psalmer 1948 lätt bearbetad till Från örtagården leder till Golgata en stig
- Sions Sånger 1951  nr 49 med inledningen Från örtagården leder
- Sions Sånger 1981 med inledningen Från örtagården leder, som nr 15 under rubriken "Från Getsemane till Golgata"
- Finlandssvenska psalmboken 1986 som nr 77 med inledningen "Från örtagården leder" under rubriken "Fastetiden".
- Lova Herren 1988 nr 159 under rubriken "Passionstiden".
- Sions Sånger och Psalmer som nr 4